# 1320 Impala
1320 Impala је астероид главног астероидног појаса. Приближан пречник астероида је 39,72 ,
а средња удаљеност астероида од Сунца износи 2,986 астрономских јединица (АЈ).
Инклинација (нагиб) орбите у односу на раван еклиптике је 19,855 степени, а орбитални период износи 1885,324 дана (5,161 година). Ексцентрицитет орбите астероида износи 0,233.
Апсолутна магнитуда астероида износи 10,40 а геометријски албедо 0,077.
Астероид је откривен 13. маја 1934. године.